# Шендель Віра Павлівна
Віра Павлівна Рябушкіна (Шендель) (нар. рос. Вера Павловна Рябушкина (Шендель); 25 серпня 1917, Москва — 16 грудня 1996, Москва) — радянська баскетболістка.
Виступала за команду «Динамо» (Москва) у 1935—1944 роках, за Московський авіаційний інститут у 1945—1954 роках. У 1946—1951 роках грала у збірній СРСР. Чемпіонка Європи 1950. Заслужений майстер спорту СРСР.
Чемпіонка СРСР: 1937—1940, 1944, 1946, 1947, 1951, 1954.
Закінчила школу тренерів при Державному центральному інституті фізичної культури. У 1945-48 рр. — тренер-викладач кафедри фізвиховання Московського авіаційного інституту, потім інструктор МГС ДСТ «Труд»; в 1962-73 рр. — старший тренер ДЮСШ при стадіоні «Авангард». У 1957-58 рр. — секретар тренерської ради Федерації баскетболу СРСР, в 1969-78 рр. — секретар президії Федерації баскетболу Москви.
Сестра баскетболісток Євгенії та Євдокії Рябушкіних.